# Пилыс
Пилыс (Пилас, Пелысь) — река в России, протекает по Республике Коми, Архангельской области. Устье реки находится в 29 км по правому берегу реки Шиес. Длина реки составляет 117 км, площадь водосборного бассейна 407 км².
Недалеко от реки, в районе железнодорожной станции Камашоры находится посёлок Пилес.

## Данные водного реестра
По данным государственного водного реестра России относится к Двинско-Печорскому бассейновому округу, водохозяйственный участок реки — Вычегда от города Сыктывкар и до устья, речной подбассейн реки — Вычегда. Речной бассейн реки — Северная Двина.
Код объекта в государственном водном реестре — 03020200212103000023665.